# Paurilo Barroso
Francisco Paurillo Barroso, mais conhecido como Paurilo Barroso (Fortaleza, 29 de maio de 1894 - Fortaleza, 19 de agosto de 1968), foi um compositor brasileiro.

## Biografia
Era filho de Esmerino Barroso e Maria Mendes Bastos Barroso. Casou-se com Maria Irismar de Carvalho e foi pai de Francisco Paurillo Barroso Jr., Afonso André de Carvalho Barroso e Maria Irismar Barroso de Carvalho.
Em 1919, conseguiu algum sucesso com a valsa "Flor de Lis" e também com "Zingaresca", composta nesse mesmo ano. Em 1935, de volta à Fortaleza, reorganizou o Conservatório Alberto Nepomuceno. 
Foi fundador e diretor artístico da Sociedade de Cultura Artística, diretor artístico do Cassino Atlântico e diretor do Teatro José de Alencar de 1952 a 1968. Viveu no Rio de Janeiro de 1920 a 1928 e de 1941 a 1952.

## Acervo pessoal
Seu arquivo pessoal (organizado pelo próprio) adquirido em 2003 pela Secretaria da Cultura do Estado do Ceará para compor o acervo do Museu da Imagem e do Som do Ceará, é composto por mais de 3 mil documentos entre balancetes financeiros da SCA, telegramas, convites, uma coleção de programas de concertos, cartas pessoais e profissionais para todo o mundo com detalhes de contratos e convites e eventos, fotografias que se encontram em álbuns ou não etc., tudo bastante bem organizado, um verdadeiro registro de uma história musical e da realidade de uma época que é com certeza rica fonte de pesquisa para inúmeros trabalhos sobre temas relacionados podendo responder lacunas em nossa história cultural.

## Obra
Suas músicas mais conhecidas são:
- Flor de Liz,
- Zingaresca,
- Camponês Apaixonado,
- Amorzito,
- Flor do Desejo,
- Gavota para Piano,
- Dorme, Dorme Filhinho,[4]

## Homenagens
- Uma rua em Fortaleza foi nomeada em homenagem ao compositor.[5]
- O Teatro do Colégio Christus foi nomeado Teatro Paurillo Barroso.[6]